# Michael Clayton
Michael Clayton ist ein US-amerikanischer Thriller aus dem Jahr 2007. Regie führte Tony Gilroy, der auch das Drehbuch schrieb. Die Hauptrolle spielt George Clooney. Tilda Swinton erhielt einen Oscar als beste Nebendarstellerin.

## Handlung
Michael Clayton ist juristischer „Ausputzer“ (im Original: „fixer“) für Klienten der in New York City angesiedelten Anwaltskanzlei Kenner, Bach & Ledeen. Michael ist geschieden und mit 75.000 Dollar bei einem Kredithai verschuldet, da er in das pleitegegangene Restaurant seines Bruders investiert hat.
Karen Crowder ist die ehrgeizige, aber nervöse Chef-Syndikusanwältin des Chemiegiganten U/North, der Farmen mit Agrarchemikalien versorgt. Sie bearbeitet eine Sammelklage auf drei Milliarden US-Dollar Schadenersatz und Schmerzensgeld. Es geht um die karzinogene Wirkung eines Herbizids, das U/North weltweit an Farmbetriebe verkauft hat.
Das Unternehmen wird von Kenner, Bach & Ledeen vertreten. Arthur Edens, einer der erfahrensten Anwälte der Kanzlei, der den Fall seit sechs Jahren federführend betreut, erleidet einen Nervenzusammenbruch während einer Zeugenvernehmung, bei der er sich vor allen Anwesenden nackt auszieht. Bach beauftragt Michael, der mit Arthur freundschaftlich verbunden ist, mit der Schadensbegrenzung. Vor acht Jahren hatte Michael dem älteren Freund schon einmal geholfen, als er einen psychischen Kollaps erlitt. Arthur ist nun aber anscheinend übergeschnappt und unberechenbar.
Es stellt sich heraus, dass Arthur ein altes Memo der Firmenleitung in die Hände gefallen ist, das belegt, dass U/North um die gesundheitsschädigende Wirkung des Herbizids wusste, diese aber geheim hielt. Arthur kontaktiert die geschädigte Farmerstochter Anna, vereinbart ein konspiratives Treffen und verschwindet vorübergehend. U/North lässt seine Wohnung verwanzen und ihn letzten Endes ermorden, als klar wird, dass Arthur die bloßstellenden Unterlagen gegen das Unternehmen einsetzen will. Dies wird als Selbstmord durch Medikamentenüberdosis getarnt.
Michael zweifelt am Selbstmord. Er besorgt sich von seinem älteren Bruder, einem Detective des New Yorker Police Departments, ein Ersatz-Türsiegel und bricht in die von der Polizei versiegelte Wohnung Arthurs ein, um nach Hinweisen zu suchen. Er wird jedoch von den zwei Auftragsmördern Arthurs beobachtet, die Crowder über jeden von Michaels Schritten informieren. Die beiden verständigen anonym die Polizei, um zu verhindern, dass Michael weiter Arthurs Wohnung durchsuchen kann. Bevor er verhaftet wird, findet er einen Abholschein zu einem Auftrag einer Druckerei. Der Abholschein befand sich in einem Buch mit rotem Umschlag, das ihm auffiel, weil sein Sohn Henry davon geschwärmt hatte. Nach seiner Haftentlassung wird ihm bei der Druckerei ein Dossier mit einem Memorandum ausgehändigt, das eindeutig beweist, dass die Firmenleitung von U/North die Gefährlichkeit der Substanz vertuschen wollte: unter den Abzeichnenden befindet sich Don Jeffries, der CEO des Unternehmens. Der Druckauftrag umfasst mehrere tausend Exemplare, die Michael bis auf eines aber vorerst einlagern lässt. Michael beschließt, Marty über U/Norths Machenschaften aufzuklären, sieht jedoch davon ab, als ihm klar wird, dass dieser bereits Bescheid weiß. Außerdem ist er aufgrund seiner Schulden auf einen Bonus von 80.000 Dollar angewiesen, den Marty ihm gewährte.
Während Michael an einem Pokerspiel teilnimmt, bauen seine Beschatter eine Bombe in sein Auto ein, aber er entgeht dem Mordanschlag knapp. Der totgeglaubte Michael konfrontiert die U/North-Juristin Crowder während einer Sitzung des Board of Directors, gibt Käuflichkeit vor und verlangt 10 Millionen für sein Schweigen. Als sie ihm diese zusagt, offenbart er ihr, dass er das Gespräch aufgezeichnet hat. Während ein Großaufgebot der Polizei den Raum flutet, bricht Crowder zusammen. Michael übergibt das aufgezeichnete Gespräch und Arthurs Memo seinem Bruder vom NYPD und fährt in einem Taxi davon.

## Filmmusik
Der Soundtrack stammt von James Newton Howard.
1. Main Titles
2. Chinatown
3. Drive to the field
4. Just Another Day
5. Meeting Karen
6. Looking for Arthur
7. U North
8. Arthur & Henry
9. Times Square
10. Mr. Verne
11. I’m Not The Guy You Kill
12. Horses
13. 25 Dollars Worth

## Kritiken
Der amerikanische Kritiker Emanuel Levy schrieb, der Film sei ein „Starvehikel“ für George Clooney, dessen Beteiligung das Drehen des Films ermöglichte. Die Besetzung des Thrillers sei „herausragend“.
Stilistisch sei der Film „zwischen Oliver Stones Wall Street und Michael Manns Insider angesiedelt“, und „fern vom Kreuzzugs-Moralismus à la Erin Brockovich“, fand Rüdiger Suchsland bei Artechock, und er führte aus: „Alle sind in irgendeiner Weise süchtig oder wahnsinnig oder beides […] Selten hatte Clooney bessere Sätze. Und selten gab es einen Film, der besser zeigt, wie gut dieser Darsteller ist.“
Susan Vahabzadeh schrieb in der Süddeutschen Zeitung vom 1. September 2007, der Film sei „ein Erbe des legendären Drei Tage des Condor“. Clayton irre „durch New York wie einst Robert Redford“ und zeige „mitreißend“ „die Qual und den Schmerz, die Verzweiflung“. Der Thriller komme „nie richtig in Fahrt“, doch George Clooney erfülle den gespielten Charakter „mit soviel Leben“, dass dies die Mängel ausgleiche.
Katja Nicodemus schrieb in der Zeit vom 28. Februar 2008, der Film suche „keine Moral oder Erweckung“ als vielmehr „Textur und Stimmung“: „Wohl deshalb bewegen sich Gilroys Figuren durch ein graues New York, durch Hotelzimmer mit fahlem Licht, durch blätterlose herbstliche Landschaften.“ Am „sachlichsten, man könnte auch sagen: skrupellosesten“ agiere Tilda Swinton: „Ein Bauchring vor dem Spiegel, Schweißflecken auf der Seidenbluse zeigen den Menschen, der sich hier jeden Tag für eine Art Krieg aufrüstet.“ Die Rezensentin stellte fest: „Es gibt den Typus des eleganten Thrillers, der um seine Handlung keinen großen Bohei machen muss.“
Felicitas Kleiner besprach in der Ausgabe 5/2008 des Filmdienstes einen „nahezu perfekte[n] Thriller“, der „intelligent geschrieben, unaufdringlich raffiniert inszeniert, brillant besetzt“ sei.
Jens Szameit schrieb für teleschau 2011, dass der Film „zweifellos“ zu den „Glanzlichtern“ des Kinojahres 2008 gehöre: „Regisseur Gilroy rückt die moralischen Verwerfungen der Filmhandlung nicht in den Vordergrund. Vielmehr beleuchtet er mit kühler Ästhetik und kluger Montage die menschlichen Folgekosten, die das von gnadenlosem Machtkalkül getriebene Wahrheitsroulette zeitigt. Ablesbar werden sie in den vor Erschöpfung entleerten Gesichtern des großartigen Duos Clooney / Swinton. Michael Clayton ist ein strenger, präziser Film in der Tradition des amerikanischen Verschwörungsthrillers der 70-er. Hier sagt ein Schweißfleck auf der Bluse von Tilda Swinton mehr als mancher Dialog.“

## Auszeichnungen

### Oscar
Tilda Swinton bekam für ihre Darstellung der Karen Crowder den Oscar als beste Nebendarstellerin 2008. Michael Clayton war außerdem für sechs weitere Oscars nominiert: für den besten Hauptdarsteller (George Clooney), den besten Nebendarsteller (Tom Wilkinson), für die beste Regie, für das beste Originaldrehbuch, für die beste Filmmusik sowie als bester Film.

### Golden Globe
Für den Golden Globe Award waren 2008 der Film als Bester Film – Drama und die Schauspieler George Clooney, Tilda Swinton und Tom Wilkinson nominiert.

### Sonstige
- Bei den Satellite Awards 2007 in drei Kategorien nominiert: Beste Nebendarsteller (Swinton und Wilkinson) und das Filmskript.
- George Clooney gewann den Darstellerpreis des National Board of Review.
- Tilda Swinton gewann im Jahr 2008 den BAFTA Award. George Clooney, Tom Wilkinson, der Drehbuchautor Tony Gilroy und der Filmeditor John Gilroy waren ebenfalls für einen BAFTA nominiert.
- Edgar Allan Poe Award 2008 für das beste Filmdrehbuch für Tony Gilroy

## Hintergründe
Der Film wurde in New York City und in Middletown (New York) gedreht. Seine Produktionskosten betrugen schätzungsweise 25 Millionen US-Dollar. Seine Weltpremiere fand auf den am 29. August eröffneten Internationalen Filmfestspielen von Venedig 2007 statt. Seine breite Veröffentlichung startete in Großbritannien am 28. September 2007 und in den USA am 5. Oktober 2007; in Deutschland startete er am 28. Februar 2008. Der Film spielte in den Kinos der USA ca. 49 Millionen US-Dollar ein, weltweit etwa 85 Millionen (Stand: 9. März 2008). In Deutschland sahen den Film am Startwochenende über 110.000 Zuschauer.
Der Handlungsrahmen des Films, eine milliardenschwere Sammelklage gegen einen Hersteller von Unkrautvernichtungsmitteln aufgrund von gesundheitlichen Beeinträchtigungen nach der Anwendung, ähnelt den juristischen Auseinandersetzungen um Glyphosat, die Monsanto bzw. Bayer führen.